# Wolfs meerkat
De Wolfs meerkat (Cercopithecus wolfi)  is een soort uit het geslacht echte meerkatten (Cercopithecus). De wetenschappelijke naam van de soort werd voor het eerst geldig gepubliceerd door Meyer in 1891.

## Voorkomen
Het dier komt alleen voor in Congo-Kinshasa, in laagland regenwoud en moerasbos.

## Ondersoorten
De soort heeft drie ondersoorten:
- Cercopithecus wolfi wolfi Meyer, 1891 – komt voor in Congo-Kinshasa, tussen de Congo-rivier, de Sankuru-rivier en de Lomami-rivier.
- Cercopithecus wolfi elegans Dubois & Matschie, 1912 – komt voor in Congo-Kinshasa, tussen de Lomami- en Lualaba-rivieren.
- Cercopithecus wolfi pyrogaster Lönnberg, 1919 – komt voor in Congo-Kinshasa, ten zuiden van de Kasaï-rivier.